# Sitio de Valencia

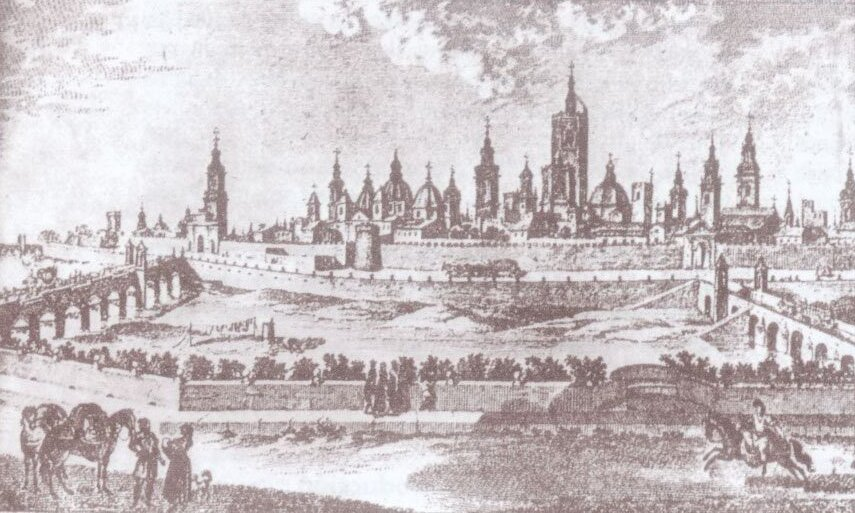
Valencia vista desde Pio V. Murallas, puertas del Real, Temple y Trinidad (de izquierda a derecha).

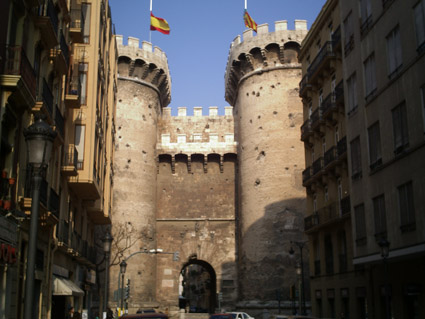
Vista exterior de las Torres de Quart, desde la calle del mismo nombre. Se observan los restos de los cañonazos napoleónicos del primer asedio.

La primera referencia sobre Valencia la ofrece, probablemente, Livio  afirmando que «siendo cónsul Décimo Junio Bruto Galaico dio a aquellos que combatieron bajo Viriato campus y un oppidum llamado Valentia», si bien no se sabe si fue a los que combatieron con Viriato o contra Viriato.
Ya en el año 60 a. C. se tienen referencias de Valencia con el estatus de colonia romana. 
La ciudad de Valencia ha sufrido distintos asedios a lo largo de su historia. Algunos han marcado el devenir de los años siguientes y otros no han pasado de una mera anécdota.

## Agrescio y Tariq, inicio época islámica
El Islam conquistó la ciudad a principios del siglo VIII  .
Gobernaba Valencia Agrescio cuando fue sitiada por las huestes musulmanas. Los islámicos, viendo la resistencia de la ciudad y que no sería fácil conquistarla, enviaron un emisario para negociar pero la respuesta fue una flecha lanzada desde la muralla por los defensores, que hirió al parlamentario, algo que estaba muy mal visto en aquellas  épocas y  enfureció a los sitiadores.
Acto seguido, los asaltantes lanzaron un ataque con más furia que en las anteriores ocasiones, pero fueron nuevamente rechazados; el saldo de la escaramuza fue de 80 bajas entre los defensores y 250 entre los musulmanes.
Tanto Agrescio, el defensor de Valencia, como Tariq, el asaltante, fueron conscientes de lo compleja que era la situación y pactaron una capitulación ventajosa, obteniendo, como sucedería 500 años después pero a la inversa, la entrega de la ciudad al musulmán, y que todos los habitantes pudieran seguir viviendo en sus casas, el respeto para su religión y su organización jurídica y administrativa. Tendrían que aceptar la autoridad política y militar de los conquistadores y el pago del impuesto pactado.
Los que quisieron, tuvieron la libertad de marchar con sus pertenencias.
Tariq dejó al mando de la ciudad a Albulcacer al Hudzali con una adecuada guarnición.
Cabe destacar que como sucedió luego en la reconquista, los musulmanes fueron benignos con los que se entregaron, tanto en Valencia como en Orihuela, pero en las ciudades que se resistieron, como Mérida o Tarragona, los habitantes sufrieron duras consecuencias. Por tanto se sabe, a partir de estos datos, que la población hispanorromana y los visigodos siguieron viviendo y disfrutando de sus costumbres, posesiones y religión.
No hay datos que acrediten más resistencia que la citada, por tanto, según fuentes musulmanas y cristianas, así como la pervivencia de abundantes residentes mozárabes, parece indicar que tras la conquista, ambas poblaciones, la mayoritaria cristiana y la minoritaria musulmana (en un principio), que ocupó la élite política y militar, convivieron sin mayores problemas.

## La época de Rodrigo Díaz de Vivar

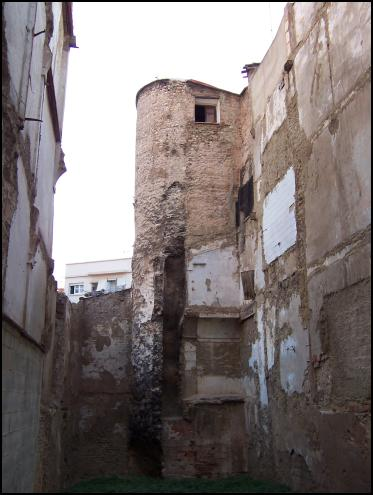
Restos de la Torre del Ángel de la muralla musulmana de Valencia.

La cantidad de reyes, uniones de reinos y separaciones entre el año 1000 y la muerte del Cid en lo que hoy conocemos como Comunidad Valenciana es enorme, dándose casi más cambios que generaciones. En 1010 dos acequieros se proclamaron reyes de Valencia independientes del califa de Córdoba, Mubarak y Muzaffar, en Játiva, Alpuente y Denia se proclamaron reyes distintos y los cuatro reinos pasan a tres en 1018 por la unión de Denia y Valencia, que se separan nuevamente en 1038, pero por esas fechas ya se habían unido Játiva y Valencia.
En 1065 al-Mamún unía Valencia y Toledo. En 1085 estaban nuevamente separadas Játiva, Denia y Valencia y en 1095 la región de Valencia se dividía en dos zonas, una al norte y otra al sur del Júcar; la norte dominada por el Cid y la sur por los almorávides.

### Fernando I a las puertas de Valencia
Reinaba en Valencia Abd al-Mail, un hombre de carácter débil, que contrajo matrimonio con la hija del rey de Toledo al-Mamún. Esto permitió al rey de Toledo intervenir en los asuntos valencianos y, casi como primera consecuencia, forzó a que al-Mail le apoyara en la guerra que mantenía con el rey de Sevilla. Posteriormente, tras un desastre militar en Paterna frente a las tropas leonesas, al-Mamún terminó por destronar al valenciano.
En primavera de 1065 llegó a Valencia Fernando I de León e inició el sitio de la ciudad. Tras simular el rey leonés una retirada, los soldados de al-Mail salieron en su persecución pero a la altura de Paterna, se revolvieron las tropas de Fernando  y causaron una gran derrota a los valencianos.
Un poeta musulmán relata lo sucedido:

Se habían puesto las cotas de malla de hierro mientras vosotros vestíais túnicas de seda cada cual más bella,... qué feos resultaban ellos y qué hermosos vosotros si no hubiera sido por lo que pasó en Paterna.
Abu Ishaq al-Tarasuní

En noviembre se inició nuevamente el sitio tras la batalla. Los leoneses terminaron  retirándose al enfermar el rey, que murió en León ese mismo mes.
Ese mismo mes de  noviembre, el día 10, el toledano deponía a su yerno, enviándolo como gobernador a Cuenca o a Chelva según diversas fuentes.
Toledo se anexionó Valencia y acuñó moneda con el nombre de al-Mamún en la ciudad del Turia.
A la muerte de al-Mamún su nieto se declaró tributario de Alfonso VI de León, lo que incluía Valencia para los castellanos, pero el gobernador de Valencia Abu Bakr se declaró independiente de Toledo y de Castilla y pactó con el rey de Zaragoza Al-Muqtadir el señorío saraqustí sobre Valencia.
Ya en la segunda mitad de la década de los 80 y con el apoyo de Alfonso VI, que envió una tropa a cargo de Alvar Fáñez, al-Qádir, antiguo rey de Toledo, entró en el Reino de Valencia apoderándose de distintas poblaciones y pactando con la Asamblea de Notables de Valencia que se depondría al rey Uzman ben Àbd al-Aziz hijo de Bakr. Se aceptaron las condiciones y se proclamó rey a al-Qádir. En febrero de 1086 el nuevo rey tomó posesión del Alcázar y las tropas de Fáñez se asentaron en Ruzafa. Durante la estancia del castellano se atacó Játiva, pues su señor no había aceptado de buen grado someterse a al-Qádir si bien no se consiguió someter la plaza tras ser socorrida por ejércitos musulmanes aliados y, a raíz de esto, el señor de Tortosa campó por las proximidades de la capital sometiéndola a un leve asedio que levantó él mismo sin mayores enfrentamientos. 
Tras la derrota castellana en la batalla de Sagrajas, Alvar Fáñez y los soldados que le acompañaban prestando servicio en apoyo del rey de la taifa de Valencia tuvieron que acudir junto a Alfonso VI al ser llamados por este y abandonaron la ciudad. Unas fuentes lo ponen en duda y otras afirman que el rey participó en la batalla.

### El rey de Zaragoza y el Conde de Barcelona
Tras salir los castellanos de Valencia, al-Qadir se quedó sin apoyo y Al Mundir, señor de Lérida y Tortosa acudió a asediar la ciudad. El rey moro de Zaragoza, al-Musta´in, acompañado por Rodrigo y sus huestes, acudieron a levantar el sitio de la ciudad, pues el zaragozano sobrino de Mundir tenía derechos sobre la ciudad por ser nieto del antiguo soberano de Valencia, pero el Cid no quiso destronar a al-Qádir, protegido del rey de Castilla, para así conseguir el perdón de Alfonso que lo había desterrado.
La propuesta consistía en conquistar la ciudad que quedaría bajo soberanía del zaragozano y Rodrigo se quedaría con el botín, algo que no fue aceptado por Mio Cid. El rey de Zaragoza se retiró y se alió con  Ramón Berenguer para que el barcelonés tomara la ciudad mientras él permanecería en un segundo plano, pues El Cid Campeador seguía a su servicio.
El conde de Barcelona puso sitio a Valencia donde acudió Mio Cid y, tras negociar, el conde se retiró profiriendo todo tipo de insultos y amenazas que Rodrigo no quiso tener en cuenta por ser pariente el barcelonés del rey de Castilla. Así, Rodrigo se declaró protector del rey de Valencia. Ese mismo año, en 1088, se estableció el Cid en la zona de Elche.
El Cid derrotó e hizo prisionero al Conde de Barcelona poco después, en 1090, en el Pinar de Tévar, al norte de Morella.

### Asedio de castellanos y genoveses
El rey de Castilla que se había aliado con genoveses y pisanos, puso asedio a la ciudad en el año 1092, genoveses y pisanos atacarían Valencia por mar y Alfonso VI por tierra, pero el rey castellano tuvo que retirarse cuando el Cid Campeador inició una campaña por tierras castellanas, ya que Rodrigo consideraba que Valencia le era sumisa.
El 28 de octubre de 1092 algunos notables, para evitar que el rey de Valencia entregara la plaza a Alfonso repitiendo lo que sucedió con Toledo, pidieron ayuda a los almorávides que ya se encontraban en la próxima Játiva. Pero en esas fechas el descontento era tal que se originó un motín, los colaboradores del rey y la guarnición que había dejado Mio Cid para cobrar los impuestos huyeron de la ciudad y el pueblo asaltó el alcázar. El monarca consiguió huir disfrazado pero lo encontraron, fue degollado y su cabeza paseada por la ciudad. Los nuevos gobernantes de la ciudad rechazaron la protección de Mio Cid y decidieron acatar el poder del almorávide Yusuf ibn Tašufin.

### Asedio y conquista del Cid
Los notables rechazaron la protección del Cid y negándose a pagarle más, enviaron una embajada al califa almorávide Yusuf. Rodrigo había ocupado el Puig, fortificó el castillo y fundó el poblado que originó el pueblo actual, a mediados de 1093, y desde allí preparó el asedio de la ciudad como haría, poco más de un siglo después, Jaime I. Se instaló por los alrededores de Mestalla y bloqueó la ciudad, arrasó la huerta, destruyó las acequias, molinos y algunos arrabales en los que dejó guarnición.
Se sucedieron los ataques por la zona del Tossal donde aún hoy se pueden observar restos arqueológicos del foso-acequia y el muro; los sitiados salieron por la puerta de Roteros y entablaron batalla. El Arrabal del mismo nombre cayó en sus manos donde también estableció guarnición.
Algunos cristianos del interior salieron a vivir a los arrabales.
En septiembre del año 1093 cambió de campamento y se instaló en la Roqueta. El cerco se estrechó y la situación de la ciudad fue calamitosa. Según las crónicas, fue uno de los asedios más duros de la historia de España. Después de comerse a todos los animales de la ciudad, los habitantes pasaron al canibalismo. Comieron cueros cocidos y cualquier cosa que pudiera llevarse a la boca. También apareció la peste.
Los que salían de la ciudad sufrían distinta suerte, los jóvenes eran vendidos como esclavos a los comerciantes que esperaban en los campamentos de Mio Cid, las mujeres violadas y vendidas y los hombres quemados vivos frente a las murallas.
Se firmaron las capitulaciones y el Cid Campeador permitió quedarse a vivir a los moros que quisieran, pagando un diezmo; el resto tendría libertad de marchar con sus pertenencias.
El 17 de junio de 1094, entraron las primeras tropas. Tomó posesión del alcázar, se instaló con sus hombres e izó su bandera en la torre más alta. Mandó llamar a su mujer e hijas y las instaló en la ciudad.

### La batalla de Cuarte y los almorávides
Se conoce con este nombre a la batalla que se desarrolló el 21 de octubre de 1094 entre los pueblos de Mislata y Cuart de Poblet, próximos a la ciudad.
Rodrigo Díaz, sitiado en Valencia, salió de la ciudad y derrotó a los almorávides. Algunos miembros del ejército del Cid (formado tanto por cristianos como por musulmanes hispanoárabes) avanzaron por la noche situándose a la retaguardia del campamento mahometano. Al clarear el alba salió un pequeño contingente de caballeros de Rodrigo incitando a la vanguardia norteafricana. Esto supuso una maniobra de atracción que debilitó la formación almorávide y permitió que el contingente principal del Campeador atacara la retaguardia y tomara el real enemigo, consiguiendo la victoria.
Rodrigo Díaz convirtió la mezquita mayor en catedral y dedicó al culto cristiano otras 8 o 9 mezquitas.
Doña Jimena consiguió defender la ciudad pero, en el año 1102, el rey Alfonso VI de Castilla ordenó la evacuación de la ciudad ante la imposibilidad de defenderla y Valencia cayó en poder de los almorávides.